# 宦者增三
武仙座49，又名BD+15 3066，HD 152308、SAO 102435、HR 6268，是武仙座的一颗恒星，视星等为6.52，位于銀經33.67，銀緯33.07，其B1900.0坐标为赤經16h 47m 31.6s，赤緯+15° 33.07′ 31″。